# Iglesia de Santa María (Ejea de los Caballeros)
La iglesia de Santa María de la Corona se encuentra en el municipio de Ejea de los Caballeros, en la provincia de Zaragoza, comunidad autónoma de Aragón, España.

## Descripción

### Planta
La planta de la iglesia está constituida por una nave (2) única de cinco tramos y gruesos muros, cubierta por bóveda de cañón apuntado, soportada por grandes contrafuertes. El ábside (3) es poligonal de cinco secciones, con una ventana aspillada al exterior y abocinada al interior en cada una; se encuentra recorrido por una arquería ciega, con vanos abocinados y cubierta de horno nervada. El arco triunfal, apuntado, separa el presbiterio de la nave.

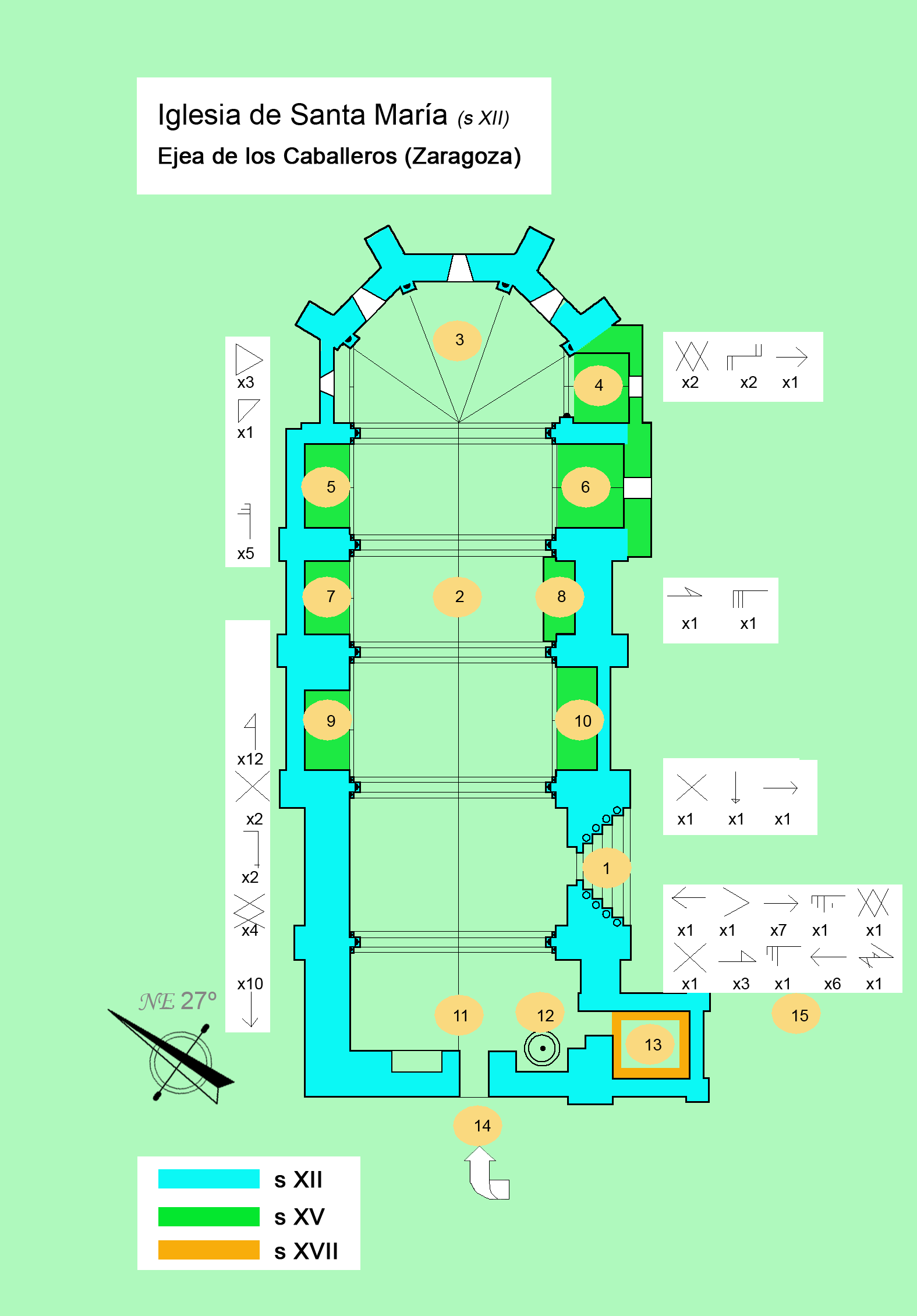
Aprox. a la planta de la iglesia (con marcas de cantería)
Leyenda de la imagen
1. Pórtico Sur,
2. Nave
3. Ábside, Capilla Mayor
4. Capilla de Santa Tecla, San Cosme y San Damián
5. Capilla de La Coronación
6. Capilla de San José
7. Capilla de San Blas
8. Capilla de del Santo Cristo
9. Capilla de Sta. Ana
10. Capilla de la Virgen del Pilar
11. Coro,
12. Baptisterio
13. Torre-campanario, siglos XIII y XVII
14. Pórtico Oeste, entrada;
15. Marcas cantería

En el interior se encuentran una serie de capillas además del monumental coro elevado (11).